# Alois Paďouk
Alois Paďouk (1. března 1892 Královské Vinohrady – 4. prosince 1942 Drážďany) byl československý legionář, důstojník a odbojář popravený nacisty.

## Život

### Před první světovou válkou
Alois Paďouk se narodil 1. března 1892 na Královských Vinohradech v rodině poštovního konduktéra Josefa Paďouka a Anny, rozené Jirsové. Mezi lety 1903 a 1910 studoval žižkovské vyšší české reálce, kde i odmaturoval. Do c. a k. armády byl odveden v roce 1913. Pracoval jako poštovní praktikant.

### První světová válka
Po vypuknutí první světové války byl Alois Paďouk povolán do armády, konkrétně do Salcburku, kde absolvoval základní výcvik a školu pro důstojníky pěchoty v záloze, poté byl na konci roku 1914 odvelen na ruskou frontu. Zde padl 20. března 1915 v Karpatech v hodnosti desátníka do zajetí, poté byl držen na Sibiři. Přihlásil se do Československých legií, do kterých byl zařazen 29. října 1917 a působil u dělostřelectva. Absolvoval několik střetů s bolševiky v rámci Sibiřské anabáze, mezi lednem a srpnem 1919 studoval na dělostřeleckém oddělení Československé důstojnické školy v Kyštymu a Sljuďance, poté opět sloužil u dělostřelectva. Do Československa se vrátil 15. června 1920 v hodnosti nadporučíka.

### Mezi světovými válkami
Alois Paďouk zůstal po návratu z legií v armádní službě. Sloužil v Kostelci nad Labem na různých funkcích u dělostřeleckého pluku 101, zvyšoval si kvalifikaci a mezi zářím 1922 a 1923 působil i jako pedagog ve škole důstojníků dělostřelectva v záloze v Litoměřicích. Po krátkém intermezzu litoměřického dělostřeleckého pluku 3 nastoupil 30. září 1923 jako instruktor do Vojenské akademie v Hranicích. V říjnu 1926 se vrátil k dělostřeleckému pluku 101 už do jeho nového působiště v Praze. Pokračoval ve zvyšování své kvalifikace, v první polovině roku 1927 absolvoval kurz velitelů oddílů a k 1. říjnu téhož roku nastoupil ke studiu na Vysoké škole válečné v Praze, které ukončil v červenci 1930. Mezi roky 1930 a 1932 působil přidělený důstojník zemského dělostřelectva u Zemského vojenského velitelství v Brně, následně do září 1934 tamtéž jako velitel oddílu dělostřeleckého pluku 6. Poté v rychlém sledu působiště v Přerově, Šamoríně a Košicích, od září 1937 byl pak pedagogem na kurzu pro velitele vojskových těles v Praze. V dubnu 1938 přešel na post velitele dělostřeleckého pluku 51 v Brandýse nad Labem a v srpnu téhož roku u dělostřeleckého učiliště v Olomouci. Během všeobecné mobilizace na podzim 1938 velel dělostřeleckému pluku 55. Dosáhl hodnosti plukovníka.

### Druhá světová válka
Po německé okupaci v březnu 1939 a rozpuštění Československé armády v létě téhož roku nastoupil Alois Paďouk na úřednické místo na Ministerstvu zdravotnictví a sociální péče v Praze. Záhy po okupaci vstoupil do protinacistického odboje v řadách Obrany národa. Spolupodílel se na organizaci jejích složek v Praze a okolí. Za svou činnost byl 5. března 1940 ve svém pražském bytě zatčen gestapem. Byl vězněn na Pankráci a budově soudu na Karlově náměstí, odkud byl převážen k výslechům do Petschkova paláce. Následně byl vězněn v Bayreuthu, Mnichově a Drážďanech s poznámkou RU (Rückkehr unerwünscht - návrat nežádoucí). I přes nedostatek důkazů byl dne 30. října 1940 v Drážďanech odsouzen k trestu smrti za velezradu a zemězradu. Hájil se sám před povinným obecenstvem z řad vojáků a důstojníků Wehrmachtu, na které se obrátil s výrokem, že je přesvědčen, že by na jeho místě pro svou zemi učinili to samé. Při jeho odchodu po vynesení rozsudku mu přítomnými vojáky byla vzdána čest. Dne 4. prosince 1942 byl Alois Paďouk rovněž v Drážďanech popraven.

## Ocenění

### Vyznamenání
- Československý válečný kříž 1914–1918
- Československá revoluční medaile
- Československá medaile Vítězství
- Řád rumunské koruny 4. třídy

### Posmrtná ocenění
- Aloisu Paďoukovi byl in memoriam udělen Československý válečný kříž 1939
- Alois Paďouk byl v roce 1947 in memoriam povýšen do hodnosti brigádního generála